# 山江村ケーブルテレビ
山江村ケーブルテレビ（やまえむらケーブルテレビ）は、熊本県球磨郡山江村が運営する公営ケーブルテレビ局である。後述のように、2025年4月より公設民営型に移行予定。

## 概要
デジタルテレビ放送・インターネット接続（FTTHアクセスプロバイダサービス）・村内加入者間無料電話・告知端末放送のサービスが実施されている。
2009年12月から試験放送を開始、2010年4月1日に開局した。
2011年には加入金無料キャンペーン実施。人口3800人1200世帯、CATV加入率は85%、インターネット加入率は17%。
2011年度事業費3400万円(人件費別：約1700万円)。2011年度はスタッフ5人(村職員1、非常勤1、委託3)。
2010年度の行政改革推進委員会から、「事業費が過大」との指摘を受け事業仕分けの対象となり、2012年度は財政的な問題から事業縮小・人員削減が検討されている。
2023年度、CS番組を放送する経費として光回線使用料が新たに発生し費用負担が大きくなった事を理由として、放送番組審議会での検討を経て、2023年12月末でCS番組の放送を終了。そして、山江村は公設民営型への移行を決め、2024年10月24日、同村とCBBS株式会社（本社・広島県安芸高田市）との間で「山江村公設光ファイバ及び関連設備」を利用したサービス提供事業の運営に関する協定書の締結式が行われ、2025年4月よりCBBS社による運営に移行される。

## サービスエリア
- 山江村全域（1812端子） - 隣接する相良村の1戸は、山江村ケーブルテレビの1芯を借りて、相良村からの再送信を受信。
- FTTH網は、下払・尾崎・尾寄崎・大川内他の地区で、NTTドコモの携帯電話基地局整備にも使われている。

## センター施設所在地
- 熊本県球磨郡山江村大字山田甲1356-1

山江村ケーブルテレビセンター

## 主な放送チャンネル
| デジタル                     | 放送局                              |
| ---------------------------- | ----------------------------------- |
| 011                          | NHK熊本総合                         |
| 021                          | NHK熊本教育                         |
| 031                          | 熊本放送                            |
| 041                          | 熊本県民テレビ                      |
| 051                          | 熊本朝日放送                        |
| 081                          | テレビ熊本                          |
| 101                          | まろんチャンネル 自主放送チャンネル |
| BS放送                       |                                     |
| 101                          | NHK BS                              |
| 141                          | BS日テレ                            |
| 151                          | BS朝日                              |
| 161                          | BS-TBS                              |
| 171                          | BSテレ東                            |
| 181                          | BSフジ                              |
| CS放送（2023年末で放送終了） |                                     |
| 220                          | ムービープラス                      |
| 248                          | チャンネル銀河                      |
| 217                          | ゴルフネットワーク                  |
| 236                          | アニマルプラネット                  |
| 235                          | LaLaTV                              |
| 234                          | 時代劇専門チャンネル                |
| 210                          | J Sports 3                          |
| 232                          | AXN                                 |
| 242                          | キッズステーション                  |
| 261                          | MUSIC ON! TV                        |

- 放送系FTTH網を利用して「デジタル放送」のみを放送。地上デジタル、BSデジタルはHD放送。CSデジタルの10chはSD放送。
- 加入者にはセットトップボックス1台（パナソニック821B）が貸与される。他に告知放送端末[2]、域内無料電話がセット。1,500円／月という超低料金。インターネットは2,500円／月で100Mサービス(ベストエフォート　実効速度は10M～60Mbps)

## 自主放送（10ch）
愛称は「まろんチャンネル」である。
- 山江村CATV情報局（30分） 1週更新 - 地域のニュース。
- やまえTODAY（5分） 毎日更新 - 山江村の今日の出来事を放送。

- やくばだより（10分） 1週更新 - 役場職員制作の行政情報番組。キャスターは役場各係の職員である。
- やくばだよりプラス（5分） 隔週更新 - 行政情報の企画バージョン
- シリーズ山江遺産（1分） - 山江村の文化財などを紹介。山江村CATV情報局内で放送。
- テレビ村長室 - 村長が行政方針や施策などについて解説や説明を行う番組（現内山村長が実施）
- やまえネコあるき（5分） - 村内に暮らす気まぐれな猫の様子を紹介。基本的に1ヶ月ごとに更新。
- あの頃（30分程度） - 山江村で過去にあった出来事。（昔語り・祭り・相撲大会など）
- 山江駐在所からのお知らせ（5分） - 村民に防犯や安全対策などを呼びかける。駐在官自ら脚本・出演し、役場職員扮する「山江さん」とトラブルを解決するドタバタショートコント風の番組。
- 議会放送（随時議場中継） - 生中継および録画中継 山江村議会の様子を生中継。原則、当日の夜、翌日の夜に録画再放送を行う。
- スペシャル番組（1時間程度） - 行事などをロングバージョンで放送
- やまえ健康体操（2分） - 山江讃歌に合わせた高齢者向けの健康体操
- まろんタイム（休止中） - 住民ディレクターのグループ「マロンてれび」が委託を受けて制作していた。2011年度からは委託費・番組提供が無くなった。

## その他
告知放送端末を活用して、高齢者安否確認を試験的に実施。高齢者の見守り活用策を検討。